# Danh sách thành phố, thị xã của Colombia
- Bogotá	7 363 494	Bogotá

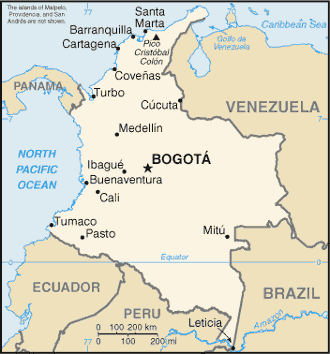
Bản đồ Colombia

- Santiago de Cali	2 498 074	Valle del Cauca
- Medellín	2 042 093	Antioquia
- Barranquilla	1 429 031	Atlántico
- Cartagena	1 001 044	Bolívar
- Cúcuta	760 336	Norte de Santander
- Bucaramanga	591 077	Santander
- Pereira	460 271	Risaralda
- Santa Marta	459 333	Magdalena
- Ibagué	430 746	Tolima
- Bello	413 465	Antioquia
- Pasto	400 068	Nariño
- Neiva	370 585	Huila
- Manizales	362 856	Caldas
- Soledad	360 294	Atlántico
- Villavicencio	338 057	Meta
- Soacha	332 884	Cundinamarca
- Armenia	326 764	Quindío
- Valledupar	324 642	César
- Itagüí	300 269	Antioquia
- Montería	281 219	Córdoba
- Sincelejo	275 991	Sucre
- Floridablanca, Colombia	262 849	Santander
- Palmira	254 400	Valle del Cauca
- Buenaventura	245 814	Valle del Cauca
- Popayán	223 640	Cauca
- Barrancabermeja	195 471	Santander
- Dos Quebradas	186 831	Risaralda
- Envigado	172 040	Antioquia
- Tuluá	170 243	Valle del Cauca
- Maicao	139 129	La Guajira
- Florencia	137 659	Caquetá
- Cartago	137 657	Valle del Cauca
- Girardot	137 012	Cundinamarca
- Sogamoso	133 179	Boyacá
- Buga	120 344	Valle del Cauca
- Tunja	119 576	Boyacá
- Girón	115 759	Santander
- Malambo	107 204	Atlántico
- Magangué	106 411	Bolívar
- Facatativá	100 005	Cundinamarca